# Francis Kaufmann
Œuvres principales
- Portrait de quinze Montagnons originaux (2000)
- Changement d’ère (2003)
- Arrêt sur image (2005)
- Émerveillez-vous ! (2012)
- Édouard Jeanmaire (2010)
- Le Miston (2011)
- La fourche et la plume (2013)

Francis Kaufmann, né le 17 mai 1931 à La Chaux-de-Fonds, dans le canton de Neuchâtel, et mort le 5 octobre 2018 dans la même ville, est un agriculteur, écrivain et journaliste. Il est membre de l'Association des écrivains neuchâtelois et jurassiens et l'initiateur de projets liés au transport.

## Biographie
Francis Kaufmann est le fils d'agriculteurs du canton de Neuchâtel. Il fait ses études secondaires au collège du Bas-Monsieur, puis suit les cours de l'école d'agriculture de Cernier. 

### Activités professionnelles
En 1985, Francis Kaufmann remet la ferme familiale et exerce plusieurs métiers avant de postuler comme vendeur de petites graines à domicile. 

#### Génie civil
Il élabore ensuite des projets de génie civil qu'il propose aux autorités, entre autres : tunnel sous la Vue-des-Alpes, pont sur le Doubs, turbinage de la Ronde. Francis Kaufmann avec le groupe LIEN,, est l'instigateur du Transrun, un métro reliant La Chaux-de-Fonds à Neuchâtel avec une nouvelle gare à Cernier. Ce projet est rejeté par un vote du peuple en 2012, se verra remplacer par une liaison ferroviaire directe.

#### Édition
En 2003, il inaugure les éditions G d’Encre avec un livre décrivant l’évolution de l’agriculture par l’image et le texte. Il assure la rubrique « Le regard de l’écrivain » au journal AGRI jusqu’à sa mort à 87 ans.

#### Peinture
Il découvre les tableaux du peintre Édouard Jeanmaire et répertorie son œuvre, avant d’en faire éditer un ouvrage de référence.

## Publications
- Aux Éditions du Haut
  - Portrait de quinze Montagnons originaux, 2000[11],[12]

- Aux Éditions G d’Encre
  - Changement d’ère[8], 2003
  - Arrêt sur image[13], 2005
  - Histoire vécue de la race bovine tachetée rouge[14], 2011
  - Émerveillez-vous[15] !, 2012

- Aux Éditions G Attinger
  - Édouard Jeanmaire[16] (en coll. avec P. Allanfranchini), 2010
    - Le Miston[17], 2011

- Aux Éditions du Belvédaire
  - La fourche et la plume, mémoires d’un Montagnon[18], 2013

- À la nouvelle revue neuchâteloise[19]
  - Édouard Jeanmaire, le seigneur de La Joux-Perret[20], 1998
  - La chanson du Maix-Rochat[21], 2004

## Prix littéraires
- 2018 : prix Gasser pour l'ensemble de son œuvre[22]